# Aristida sieberiana
Aristida sieberiana är en gräsart som beskrevs av Carl Bernhard von Trinius. Aristida sieberiana ingår i släktet Aristida och familjen gräs. Inga underarter finns listade i Catalogue of Life.